# Áreas protegidas da Região Autónoma dos Açores
Esta é uma lista de áreas protegidas da Região Autónoma dos Açores obtida a partir da Base de Dados Mundial de Áreas Protegidas.

## Lista de áreas protegidas
| Nome                                                                | Wikidata  | WDPA      | CDDA      | Rede Natura 2000 | Tipo                                                                | data de criação ou fundação | Área                             | Coordenadas                                               | Categoria do Commons           | Imagem | Carrega a tua foto! |
| ------------------------------------------------------------------- | --------- | --------- | --------- | ---------------- | ------------------------------------------------------------------- | --------------------------- | -------------------------------- | --------------------------------------------------------- | ------------------------------ | ------ | ------------------- |
| Arquipélago Submarino do Meteor                                     | Q63378683 | 555514087 | 555514087 |                  | área protegida de gestão de recursos área protegida                 | 2016                        | 123237.7074 12323770.74          | 32° 55′ 22″ N, 28° 48′ 04″ O                              |                                |        | Carregar foto       |
| Banco Condor                                                        | Q63378682 | 555514086 | 555514086 |                  | área protegida de gestão de recursos área protegida                 | 2016                        | 241.9659 24196590 24196.59       | 38° 32′ 00″ N, 29° 01′ 30″ O                              |                                |        | Carregar foto       |
| Banco D. João de Castro                                             | Q63378530 | 555545803 | 555545803 |                  | área protegida de gestão de recursos área protegida                 | 2011                        | 348.692 34869200 34869.2         | 38° 13′ 15″ N, 26° 35′ 45″ O                              |                                |        | Carregar foto       |
| Banco D. João de Castro                                             | Q63378466 | 555531150 | PTMIG0021 | PTMIG0021        | Sítio de importância comunitária área protegida da rede Natura 2000 | 1997                        | 16.4839 1648390                  | 38° 13′ 35″ N, 26° 36′ 30″ O                              |                                |        | Carregar foto       |
| Banco D. João de Castro                                             | Q63378838 | 555545763 | 555545763 |                  | reserva natural área protegida                                      | 2011                        | 16.3118 1631180 1631.18          | 38° 13′ 30″ N, 26° 36′ 00″ O                              |                                |        | Carregar foto       |
| Banco Princesa Alice                                                | Q63378849 | 555514088 | 555514088 |                  | área protegida para a gestão de habitats ou espécies área protegida | 2016                        | 369.7079 36970790 36970.79       |                                                           |                                |        | Carregar foto       |
| Campo Hidrotermal Lucky Strike                                      | Q9686009  | 555545766 | 555545766 |                  | reserva natural área protegida                                      | 2011                        | 300.5178 30051780 30051.78       | 37° 17′ 00″ N, 32° 18′ 30″ O 37° 17′ 00″ N, 32° 16′ 30″ O |                                |        | Carregar foto       |
| Campo Hidrotermal Lucky Strike                                      | Q63378371 | 555557074 |           |                  | Marine Protected Area (OSPAR)                                       | 2006                        | 192                              |                                                           | Lucky Strike hydrothermal vent |        | Carregar foto       |
| Campo Hidrotermal Menez Gwen                                        | Q17318618 | 555545767 | 555545767 |                  | reserva natural área protegida                                      | 2011                        | 264.4809 26448090 26448.09       | 37° 49′ 30″ N, 31° 31′ 30″ O 37° 50′ 45″ N, 31° 31′ 30″ O |                                |        | Carregar foto       |
| Campo Hidrotermal Rainbow                                           | Q55631109 | 555545768 | 555545768 |                  | reserva natural área protegida                                      | 2011                        | 22.1531 2215310 2215.31          | 36° 14′ 00″ N, 33° 54′ 00″ O                              | Rainbow Vent Field             |        | Carregar foto       |
| Campos Hidrotermais a Sudoeste dos Açores                           | Q63378523 | 555514089 | 555514089 |                  | área protegida de gestão de recursos área protegida                 | 2016                        | 11617.0408 1161704.08            | 37° 01′ 37″ N, 32° 46′ 06″ O                              |                                |        | Carregar foto       |
| Canal Faial-Pico/Sector Faial                                       | Q63378528 | 388909    | 388909    |                  | área protegida de gestão de recursos área protegida                 | 2008                        | 173.8585937 17385859 17385.85937 | 38° 29′ 21″ N, 28° 36′ 35″ O                              |                                |        | Carregar foto       |
| Canal Faial-Pico/Sector Pico                                        | Q63378527 | 388933    | 388933    |                  | área protegida de gestão de recursos área protegida                 | 2008                        | 66.8952001 6689520 6689.52001    | 38° 29′ 54″ N, 28° 32′ 47″ O                              |                                |        | Carregar foto       |
| Corvo Island (Marine Protected Area (OSPAR) )                       | Q63378811 | 555556955 |           |                  | Marine Protected Area (OSPAR)                                       | 2006                        | 257                              |                                                           |                                |        | Carregar foto       |
| Costa Este (Ilha de São Miguel)                                     | Q63378669 | 388968    | 388968    |                  | área protegida de gestão de recursos área protegida                 | 2008                        | 3.6285998 362859 362.85998       | 37° 48′ 01″ N, 25° 08′ 07″ O                              |                                |        | Carregar foto       |
| Costa Nordeste - Ilha das Flores                                    | Q63378388 | 555542333 | PTZPE0022 | PTZPE0022        | Zona de Protecção Especial área protegida da rede Natura 2000       | 1988                        | 1.4229 1254010 142290            | 39° 30′ 00″ N, 31° 10′ 00″ O                              |                                |        | Carregar foto       |
| Costa Nordeste - Ilha das Flores (Sítio de Importância Comunitária) | Q63378823 | 555531135 | PTFLO0003 | PTFLO0003        | Sítio de importância comunitária área protegida da rede Natura 2000 | 1995                        | 12.5401                          |                                                           |                                |        | Carregar foto       |
| Costa Noroeste (Ilha Graciosa)                                      | Q63378650 | 388951    | 388951    |                  | área protegida de gestão de recursos área protegida                 | 2008                        | 2.8307 283070 283.07             | 39° 05′ 26″ N, 28° 03′ 23″ O                              |                                |        | Carregar foto       |
| Costa Oeste (Ilha de São Jorge)                                     | Q63378667 | 555545809 | 555545809 |                  | área protegida de gestão de recursos área protegida                 | 2011                        | 2.0938 209380 209.38             | 38° 45′ 12″ N, 28° 19′ 06″ O                              |                                |        | Carregar foto       |
| Costa Sudeste (Ilha Graciosa)                                       | Q63378672 | 388950    | 388950    |                  | área protegida de gestão de recursos área protegida                 | 2008                        | 1.3585 135850 135.85             | 39° 00′ 44″ N, 27° 57′ 03″ O                              |                                |        | Carregar foto       |
| Costa do Corvo                                                      | Q63378529 | 388902    | 388902    |                  | área protegida de gestão de recursos área protegida                 | 2006                        | 257.3883984 25738839 25738.83984 | 39° 40′ 30″ N, 31° 09′ 44″ O                              |                                |        | Carregar foto       |
| D. João de Castro seamount                                          | Q63378374 | 555556963 |           |                  | Marine Protected Area (OSPAR)                                       | 2006                        | 353                              |                                                           |                                |        | Carregar foto       |
| Faial-Pico Channel                                                  | Q63378370 | 555556986 |           |                  | Marine Protected Area (OSPAR)                                       | 2006                        | 240                              |                                                           |                                |        | Carregar foto       |
| Ilhéus das Cabras                                                   | Q4206742  | 555540902 | PTZPE0032 | PTZPE0032        | ilha área protegida da rede Natura 2000 Zona de Protecção Especial  | 1990                        | 0.2814 28140                     | 38° 38′ 00″ N, 27° 09′ 00″ O                              | Ilhéus das Cabras              |        | Carregar foto       |
| Lucky Strike                                                        | Q63378447 | 555623600 | PTMAZ0002 | PTMAZ0002        | Sítio de importância comunitária área protegida da rede Natura 2000 | 2008                        | 191.2585 19125850                | 37° 17′ 00″ N, 32° 18′ 30″ O                              |                                |        | Carregar foto       |
| MARNA (Mid-Atlantic Ridge North of the Azores)                      | Q63378602 | 555545790 | 555545790 |                  | área protegida para a gestão de habitats ou espécies área protegida | 2011                        | 93794.9703 9379497.03            | 44° 04′ 14″ N, 28° 32′ 42″ O                              |                                |        | Carregar foto       |
| Menez Gwen                                                          | Q63378509 | 555623599 | PTMAZ0001 | PTMAZ0001        | Sítio de importância comunitária área protegida da rede Natura 2000 | 2008                        | 95.2321 9523210                  | 37° 49′ 30″ N, 31° 31′ 30″ O                              |                                |        | Carregar foto       |
| Menez Gwen hydrothermal vent field                                  | Q63378376 | 555557084 |           |                  | Marine Protected Area (OSPAR)                                       | 2006                        | 95                               |                                                           |                                |        | Carregar foto       |
| Monte Submarino Altair                                              | Q63378601 | 555545792 | 555545792 |                  | área protegida para a gestão de habitats ou espécies área protegida | 2011                        | 4380.899 438089900 438089.9      | 44° 35′ 27″ N, 33° 59′ 59″ O                              |                                |        | Carregar foto       |
| Monte Submarino Antialtair                                          | Q63378566 | 555545793 | 555545793 |                  | área protegida para a gestão de habitats ou espécies área protegida | 2011                        | 2855.4324 285543240 285543.24    | 43° 35′ 25″ N, 22° 26′ 23″ O                              |                                |        | Carregar foto       |
| Monte Submarino Sedlo                                               | Q63378373 | 555557154 |           |                  | Marine Protected Area (OSPAR)                                       | 2007                        | 4012                             |                                                           |                                |        | Carregar foto       |
| Monte Submarino Sedlo                                               | Q63378564 | 555545770 | 555545770 |                  | reserva natural área protegida                                      | 2011                        | 4120.4967 412049670 412049.67    | 40° 23′ 02″ N, 26° 51′ 59″ O                              |                                |        | Carregar foto       |
| Oceânica do Corvo                                                   | Q63378565 | 555545794 | 555545794 |                  | área protegida para a gestão de habitats ou espécies área protegida | 2011                        | 2679.7533 267975330 267975.33    | 41° 11′ 29″ N, 31° 41′ 59″ O                              |                                |        | Carregar foto       |
| Porto das Capelas-Ponta das Calhetas                                | Q63378665 | 388970    | 388970    |                  | área protegida de gestão de recursos área protegida                 | 2008                        | 14.9854003 1498540 1498.54003    | 37° 50′ 25″ N, 25° 38′ 29″ O                              |                                |        | Carregar foto       |
| Rainbow hydrothermal vent field                                     | Q63378377 | 555557131 |           |                  | Marine Protected Area (OSPAR)                                       | 2006                        | 22                               |                                                           |                                |        | Carregar foto       |
| Reserva da Biosfera do Corvo                                        | Q22695546 | 555547542 |           |                  | reserva da biosfera UNESCO-MAB Biosphere Reserve                    |                             | 258.53                           | 39° 42′ 07″ N, 31° 06′ 29″ O                              |                                |        | Carregar foto       |
| Topo                                                                | Q63378620 | 555545814 | 555545814 |                  | área protegida de gestão de recursos área protegida                 | 2011                        | 6.0978 609780 609.78             | 38° 33′ 26″ N, 27° 44′ 47″ O                              |                                |        | Carregar foto       |
| Zona de Protecção Especial do Ilhéu das Cabras                      | Q8073846  | 555545789 | 555545789 |                  | área protegida para a gestão de habitats ou espécies área protegida | 2011                        | 0.2818 28.18                     | 38° 37′ 54″ N, 27° 08′ 46″ O                              |                                |        | Carregar foto       |

## Ilha Graciosa
| Nome                                                                          | Wikidata  | WDPA      | CDDA      | Rede Natura 2000 | Tipo                                                                | data de criação ou fundação | Área                     | Coordenadas                  | Categoria do Commons | Imagem | Carrega a tua foto! |
| ----------------------------------------------------------------------------- | --------- | --------- | --------- | ---------------- | ------------------------------------------------------------------- | --------------------------- | ------------------------ | ---------------------------- | -------------------- | ------ | ------------------- |
| Caldeira da Graciosa                                                          | Q9674299  | 388948    |           |                  | monumento natural                                                   | 2004                        | 1.1986 119860            | 39° 01′ 33″ N, 27° 58′ 23″ O | Caldeira da Graciosa |        | Carregar foto       |
| Caldeira da Graciosa (sítio Ramsar)                                           | Q63378810 | 109084    |           |                  | sítio Ramsar                                                        | 2008                        | 1.2                      |                              |                      |        | Carregar foto       |
| IBA do Ilhéu da Baleia e da Baía da Ponta da Barca                            | Q10299309 | 388938    | 388938    |                  | área protegida para a gestão de habitats ou espécies área protegida | 2008                        | 0.4197499 41974 41.97499 | 39° 05′ 38″ N, 28° 02′ 33″ O |                      |        | Carregar foto       |
| Ilha Graciosa                                                                 | Q22695545 | 555547543 |           |                  | reserva da biosfera UNESCO-MAB Biosphere Reserve                    |                             | 4.74                     | 39° 03′ 07″ N, 28° 00′ 25″ O |                      |        | Carregar foto       |
| Ponta Branca                                                                  | Q63378613 | 388943    | 388943    |                  | área protegida para a gestão de habitats ou espécies área protegida | 2008                        | 1.0151 101510 101.51     | 39° 01′ 49″ N, 28° 02′ 22″ O |                      |        | Carregar foto       |
| Ponta Branca - Ilha Graciosa                                                  | Q63378506 | 555531137 | PTGRA0016 | PTGRA0016        | Sítio de importância comunitária área protegida da rede Natura 2000 | 1995                        | 0.6864 68640             | 39° 01′ 53″ N, 28° 02′ 23″ O |                      |        | Carregar foto       |
| Zona Especial de Conservação do Ilhéu de Baixo e Ponta da Restinga (Graciosa) | Q10395228 | 388946    | 388946    |                  | área protegida para a gestão de habitats ou espécies área protegida | 2008                        | 0.7023 70230 70.23       | 39° 01′ 11″ N, 27° 57′ 11″ O |                      |        | Carregar foto       |

## Ilha Terceira
| Nome                                                                 | Wikidata  | WDPA      | CDDA      | Rede Natura 2000 | Tipo                                                                                 | data de criação ou fundação | Área                    | Coordenadas                                               | Categoria do Commons | Imagem | Carrega a tua foto! |
| -------------------------------------------------------------------- | --------- | --------- | --------- | ---------------- | ------------------------------------------------------------------------------------ | --------------------------- | ----------------------- | --------------------------------------------------------- | -------------------- | ------ | ------------------- |
| Algar do Carvão                                                      | Q4723949  | 396298    |           |                  | montanha monumento natural                                                           | 1987                        | 0.393 39300             | 38° 43′ 44″ N, 27° 12′ 52″ O                              | Algar do Carvão      |        | Carregar foto       |
| Baixa de Vila Nova                                                   | Q63378532 | 555545802 | 555545802 |                  | área protegida de gestão de recursos área protegida                                  | 2011                        | 0.4201 42010 42.01      | 38° 47′ 26″ N, 27° 07′ 40″ O                              |                      |        | Carregar foto       |
| Biscoito da Ferraria e Pico Alto                                     | Q63378554 | 555545764 | 555545764 |                  | reserva natural área protegida                                                       | 2011                        | 7.0922 709220 709.22    | 38° 45′ 09″ N, 27° 13′ 07″ O                              |                      |        | Carregar foto       |
| Biscoito das Fontinhas                                               | Q63378631 | 555545779 | 555545779 |                  | área protegida para a gestão de habitats ou espécies área protegida                  | 2011                        | 1.0506 105060 105.06    | 38° 44′ 38″ N, 27° 08′ 11″ O                              |                      |        | Carregar foto       |
| Caldeira de Guilherme Moniz                                          | Q63378676 | 555545804 | 555545804 |                  | área protegida de gestão de recursos área protegida                                  | 2011                        | 12.1805 1218050 1218.05 | 38° 42′ 33″ N, 27° 12′ 24″ O                              |                      |        | Carregar foto       |
| Cinco Ribeiras                                                       | Q63378670 | 555545805 | 555545805 |                  | área protegida de gestão de recursos área protegida                                  | 2011                        | 0.0303 3030 3.03        | 38° 40′ 29″ N, 27° 19′ 45″ O                              |                      |        | Carregar foto       |
| Costa das Contendas                                                  | Q63378675 | 555545806 | 555545806 |                  | área protegida de gestão de recursos área protegida                                  | 2011                        | 1.8067 180670 180.67    | 38° 38′ 59″ N, 27° 04′ 29″ O                              | Ponta das Contendas  |        | Carregar foto       |
| Costa das Quatro Ribeiras - Ilha da Terceira                         | Q63378451 | 555531161 | PTTER0018 | PTTER0018        | Sítio de importância comunitária área protegida da rede Natura 2000                  | 1995                        | 2.6763 267630           | 38° 48′ 00″ N, 27° 12′ 06″ O                              |                      |        | Carregar foto       |
| Furnas do Enxofre                                                    | Q10286654 | 388972    |           |                  | monumento natural                                                                    | 2004                        | 0.135 13500             | 38° 43′ 45″ N, 27° 13′ 53″ O                              | Furnas do Enxofre    |        | Carregar foto       |
| Matela                                                               | Q63378559 | 555545791 | 555545791 |                  | área protegida para a gestão de habitats ou espécies área protegida                  | 2011                        | 0.274 27400 27.4        | 38° 41′ 51″ N, 27° 15′ 48″ O                              |                      |        | Carregar foto       |
| Monte Brasil                                                         | Q3322520  | 555545812 | 555545812 |                  | montanha área protegida de gestão de recursos área protegida                         | 2011                        | 0.4833 48330 48.33      | 38° 38′ 35″ N, 27° 13′ 17″ O 38° 38′ 19″ N, 27° 13′ 42″ O | Monte Brasil         |        | Carregar foto       |
| Paul da Praia da Vitória                                             | Q63378690 | 555558424 |           |                  | sítio Ramsar                                                                         | 2013                        | 0.16                    |                                                           |                      |        | Carregar foto       |
| Pico do Boi                                                          | Q63378571 | 555545797 | 555545797 |                  | área protegida para a gestão de habitats ou espécies área protegida                  | 2011                        | 2.1713 217130 217.13    | 38° 44′ 13″ N, 27° 11′ 01″ O                              |                      |        | Carregar foto       |
| Planalto Central da Terceira                                         | Q63378343 | 109091    |           |                  | sítio Ramsar                                                                         | 2008                        | 12.83                   |                                                           |                      |        | Carregar foto       |
| Planalto Central e Costa Noroeste                                    | Q63378574 | 555545798 | 555545798 |                  | área protegida para a gestão de habitats ou espécies área protegida                  | 2011                        | 39.3311 3933110 3933.11 | 38° 44′ 37″ N, 27° 16′ 35″ O                              |                      |        | Carregar foto       |
| Ponta das Contendas                                                  | Q10351243 | 555545800 | 555545800 |                  | área protegida para a gestão de habitats ou espécies cume área protegida promontório | 2011                        | 0.9121 91210 91.21      | 38° 38′ 53″ N, 27° 04′ 56″ O                              | Ponta das Contendas  |        | Carregar foto       |
| Ponta das Contendas - Ilha Terceira                                  | Q63378434 | 555540901 | PTZPE0031 | PTZPE0031        | Zona de Protecção Especial área protegida da rede Natura 2000                        | 1990                        | 0.9145 91450            | 38° 39′ 00″ N, 27° 05′ 00″ O                              | Ponta das Contendas  |        | Carregar foto       |
| Quatro Ribeiras                                                      | Q63378612 | 555545813 | 555545813 |                  | área protegida de gestão de recursos área protegida                                  | 2011                        | 3.573 357300 357.3      | 38° 47′ 52″ N, 27° 12′ 10″ O                              |                      |        | Carregar foto       |
| Serra Santa Bárbara e Pico Alto - Ilha da Terceira                   | Q63378449 | 555531160 | PTTER0017 | PTTER0017        | Sítio de importância comunitária área protegida da rede Natura 2000                  | 1995                        | 47.3093 4730930         | 38° 44′ 00″ N, 27° 17′ 31″ O                              |                      |        | Carregar foto       |
| Serra de Santa Bárbara e dos Mistérios Negros                        | Q63378581 | 555545772 | 555545772 |                  | reserva natural área protegida                                                       | 2011                        | 15.8699 1586990 1586.99 | 38° 44′ 27″ N, 27° 18′ 31″ O                              |                      |        | Carregar foto       |
| Terra Brava e Criação das Lagoas                                     | Q63378553 | 555545773 | 555545773 |                  | reserva natural área protegida                                                       | 2011                        | 3.6916 369160 369.16    | 38° 44′ 14″ N, 27° 11′ 42″ O                              |                      |        | Carregar foto       |
| Vinhas dos Biscoitos                                                 | Q63378651 | 555545777 | 555545777 |                  | paisagem protegida área protegida                                                    | 2011                        | 1.6538 165380 165.38    | 38° 47′ 53″ N, 27° 15′ 32″ O                              |                      |        | Carregar foto       |
| Zona Especial de Conservação da Costa das Quatro Ribeiras (Terceira) | Q10395223 | 555545780 | 555545780 |                  | área protegida para a gestão de habitats ou espécies área protegida                  | 2011                        | 0.5743 57430 57.43      | 38° 47′ 44″ N, 27° 12′ 07″ O                              |                      |        | Carregar foto       |

## Ilha das Flores
| Nome                                                   | Wikidata  | WDPA      | CDDA      | Rede Natura 2000 | Tipo                                                                | data de criação ou fundação | Área                    | Coordenadas                                               | Categoria do Commons                          | Imagem | Carrega a tua foto! |
| ------------------------------------------------------ | --------- | --------- | --------- | ---------------- | ------------------------------------------------------------------- | --------------------------- | ----------------------- | --------------------------------------------------------- | --------------------------------------------- | ------ | ------------------- |
| Costa Nordeste (Ilha das Flores)                       | Q63378543 | 555545783 | 555545783 |                  | área protegida para a gestão de habitats ou espécies área protegida | 2011                        | 8.8355 883550 883.55    | 39° 29′ 29″ N, 31° 11′ 10″ O                              |                                               |        | Carregar foto       |
| Costa Norte (Ilha das Flores)                          | Q63378628 | 555545808 | 555545808 |                  | área protegida de gestão de recursos área protegida                 | 2011                        | 39.7374 3973740 3973.74 | 39° 30′ 39″ N, 31° 10′ 13″ O                              | Costa Norte                                   |        | Carregar foto       |
| Costa Sul e Sudoeste (Ilha das Flores)                 | Q63378604 | 555545786 | 555545786 |                  | área protegida para a gestão de habitats ou espécies área protegida | 2011                        | 4.9687 496870 496.87    | 39° 23′ 01″ N, 31° 15′ 06″ O                              |                                               |        | Carregar foto       |
| Costa Sul e Sudoeste - Ilha das Flores                 | Q63378395 | 555542332 | PTZPE0021 | PTZPE0021        | Zona de Protecção Especial área protegida da rede Natura 2000       | 1988                        | 2.5471 254710           | 39° 23′ 00″ N, 31° 15′ 00″ O                              |                                               |        | Carregar foto       |
| Morro Alto e Pico da Sé                                | Q63378542 | 555545771 | 555545771 |                  | reserva natural área protegida                                      | 2011                        | 15.9273 1592730 1592.73 | 39° 27′ 44″ N, 31° 12′ 35″ O                              |                                               |        | Carregar foto       |
| Planalto Central das Flores                            | Q63378345 | 109092    |           |                  | sítio Ramsar                                                        | 2008                        | 25.72                   |                                                           |                                               |        | Carregar foto       |
| Ponta da Caveira                                       | Q63378590 | 555545799 | 555545799 |                  | área protegida para a gestão de habitats ou espécies área protegida | 2011                        | 0.7405 74050 74.05      | 39° 25′ 34″ N, 31° 08′ 50″ O                              |                                               |        | Carregar foto       |
| Reserva Natural das Caldeiras Funda e Rasa (Mosteiros) | Q10359749 | 555545765 | 555545765 |                  | reserva natural área protegida                                      | 2011                        | 4.2594 425940 425.94    | 39° 24′ 39″ N, 31° 13′ 05″ O                              |                                               |        | Carregar foto       |
| Reserva da Biosfera UNESCO-MAB da Ilha das Flores      | Q22678598 | 555547558 |           |                  | reserva da biosfera UNESCO-MAB Biosphere Reserve                    |                             | 0.01615                 | 39° 24′ 00″ N, 31° 10′ 59″ O                              | UNESCO-MAB Biosphere Reserve of Flores Island |        | Carregar foto       |
| Rocha dos Bordões                                      | Q10363539 | 555545775 |           |                  | monumento natural                                                   | 2011                        | 0.1028 10280            | 39° 24′ 22″ N, 31° 14′ 31″ O 39° 24′ 20″ N, 31° 14′ 30″ O |                                               |        | Carregar foto       |
| Zona Central - Morro Alto - Ilha das Flores            | Q63378492 | 555531134 | PTFLO0002 | PTFLO0002        | Sítio de importância comunitária área protegida da rede Natura 2000 | 1995                        | 29.3889 2938890         | 39° 27′ 00″ N, 31° 13′ 00″ O                              |                                               |        | Carregar foto       |
| Zona Central e Falésias da Costa Oeste                 | Q63378622 | 555545778 | 555545778 |                  | paisagem protegida área protegida                                   | 2011                        | 25.6491 2564910 2564.91 | 39° 26′ 42″ N, 31° 14′ 30″ O                              |                                               |        | Carregar foto       |

## Ilha de São Jorge
| Nome                                          | Wikidata  | WDPA      | CDDA      | Rede Natura 2000 | Tipo                                                                | data de criação ou fundação | Área                    | Coordenadas                  | Categoria do Commons | Imagem | Carrega a tua foto! |
| --------------------------------------------- | --------- | --------- | --------- | ---------------- | ------------------------------------------------------------------- | --------------------------- | ----------------------- | ---------------------------- | -------------------- | ------ | ------------------- |
| Costa NE e Ponta do Topo - Ilha de S. Jorge   | Q63378508 | 555531139 | PTJOR0014 | PTJOR0014        | Sítio de importância comunitária área protegida da rede Natura 2000 | 1995                        | 39.6508 3965080         | 38° 35′ 00″ N, 27° 51′ 00″ O |                      |        | Carregar foto       |
| Costa Noroeste (Ilha de São Jorge)            | Q63378639 | 555545784 | 555545784 |                  | área protegida para a gestão de habitats ou espécies área protegida | 2011                        | 7.0166 701660 701.66    | 38° 43′ 02″ N, 28° 11′ 31″ O |                      |        | Carregar foto       |
| Costa Sudoeste (Ilha de São Jorge)            | Q63378536 | 555545785 | 555545785 |                  | área protegida para a gestão de habitats ou espécies área protegida | 2011                        | 2.0722 207220 207.22    | 38° 42′ 51″ N, 28° 15′ 45″ O |                      |        | Carregar foto       |
| Costa das Fajãs                               | Q63378615 | 555545807 | 555545807 |                  | área protegida de gestão de recursos área protegida                 | 2011                        | 8.7622 876220 876.22    | 38° 38′ 16″ N, 27° 56′ 15″ O |                      |        | Carregar foto       |
| Costa das Velas                               | Q63378598 | 555545781 | 555545781 |                  | área protegida para a gestão de habitats ou espécies área protegida | 2011                        | 0.6197 61970 61.97      | 38° 39′ 51″ N, 28° 10′ 55″ O |                      |        | Carregar foto       |
| Costa do Topo                                 | Q63378606 | 555545782 | 555545782 |                  | área protegida para a gestão de habitats ou espécies área protegida | 2011                        | 3.8779 387790 387.79    | 38° 33′ 47″ N, 27° 46′ 55″ O |                      |        | Carregar foto       |
| Entre Morros                                  | Q63378674 | 555545810 | 555545810 |                  | área protegida de gestão de recursos área protegida                 | 2011                        | 2.4652 246520 246.52    | 38° 41′ 04″ N, 28° 13′ 33″ O |                      |        | Carregar foto       |
| Fajã das Almas                                | Q63378607 | 555545787 | 555545787 |                  | área protegida para a gestão de habitats ou espécies área protegida | 2011                        | 0.9711 97110 97.11      | 38° 37′ 32″ N, 28° 03′ 38″ O |                      |        | Carregar foto       |
| Fajãs das Lagoas dos Cubres e de Santo Cristo | Q63378364 | 902881    |           |                  | sítio Ramsar                                                        | 2005                        | 0.87                    |                              |                      |        | Carregar foto       |
| Fajãs do Norte                                | Q63378619 | 555545776 | 555545776 |                  | paisagem protegida área protegida                                   | 2011                        | 29.2596 2925960 2925.96 | 38° 36′ 36″ N, 27° 54′ 46″ O |                      |        | Carregar foto       |
| Pico da Esperança e Planalto Central          | Q63378572 | 555545796 | 555545796 |                  | área protegida para a gestão de habitats ou espécies área protegida | 2011                        | 10.8722 1087220 1087.22 | 38° 39′ 30″ N, 28° 05′ 03″ O |                      |        | Carregar foto       |
| Planalto Central de São Jorge                 | Q63378346 | 109093    |           |                  | sítio Ramsar                                                        | 2008                        | 2.31                    |                              |                      |        | Carregar foto       |
| Ponta dos Rosais - Ilha de S. Jorge           | Q63378446 | 555531138 | PTJOR0013 | PTJOR0013        | Sítio de importância comunitária área protegida da rede Natura 2000 | 1995                        | 3.0707 307070           | 38° 45′ 12″ N, 28° 18′ 36″ O |                      |        | Carregar foto       |

## Ilha de São Miguel
| Nome                                                                  | Wikidata  | WDPA      | CDDA      | Rede Natura 2000 | Tipo                                                                | data de criação ou fundação | Área                          | Coordenadas                                               | Categoria do Commons            | Imagem | Carrega a tua foto! |
| --------------------------------------------------------------------- | --------- | --------- | --------- | ---------------- | ------------------------------------------------------------------- | --------------------------- | ----------------------------- | --------------------------------------------------------- | ------------------------------- | ------ | ------------------- |
| Caloura-Ilhéu de Vila Franca do Campo                                 | Q63378577 | 388967    | 388967    |                  | área protegida de gestão de recursos área protegida                 | 2004                        | 13.4931005 1349310 1349.31005 | 37° 42′ 27″ N, 25° 28′ 55″ O                              |                                 |        | Carregar foto       |
| Caloura-Ponta da Galera - Ilha de S. Miguel                           | Q63378448 | 555531149 | PTMIG0020 | PTMIG0020        | Sítio de importância comunitária área protegida da rede Natura 2000 | 1997                        | 1.9959 199590                 | 37° 42′ 30″ N, 25° 30′ 30″ O                              |                                 |        | Carregar foto       |
| Complexo Vulcânico das Furnas                                         | Q63378688 | 109087    |           |                  | sítio Ramsar                                                        | 2008                        | 28.55                         | 37° 45′ 00″ N, 25° 19′ 00″ O                              |                                 |        | Carregar foto       |
| Complexo Vulcânico das Sete Cidades                                   | Q63378341 | 109088    |           |                  | sítio Ramsar                                                        | 2008                        | 21.71                         |                                                           |                                 |        | Carregar foto       |
| Complexo Vulcânico do Fogo                                            | Q63378342 | 109089    |           |                  | sítio Ramsar                                                        | 2008                        | 21.82                         |                                                           |                                 |        | Carregar foto       |
| Faial da Terra                                                        | Q63378636 | 388963    | 388963    |                  | área protegida para a gestão de habitats ou espécies área protegida | 2008                        | 2.0589999 205899 205.89999    | 37° 45′ 41″ N, 25° 08′ 56″ O                              |                                 |        | Carregar foto       |
| Ferraria                                                              | Q63378584 | 388964    | 388964    |                  | área protegida para a gestão de habitats ou espécies área protegida | 2008                        | 0.048 4800 4.8                | 37° 51′ 20″ N, 25° 51′ 06″ O                              |                                 |        | Carregar foto       |
| Feteiras                                                              | Q63378597 | 388960    | 388960    |                  | área protegida para a gestão de habitats ou espécies área protegida | 2008                        | 0.4399 43990 43.99            | 37° 47′ 24″ N, 25° 46′ 47″ O                              |                                 |        | Carregar foto       |
| Furnas                                                                | Q63378645 | 388966    | 388966    |                  | paisagem protegida área protegida vulcão                            | 2008                        | 31.4983007 3149830 3149.83007 | 37° 45′ 44″ N, 25° 19′ 17″ O                              | Caldeiras das Furnas (Povoação) |        | Carregar foto       |
| Gruta do Carvão                                                       | Q10292122 | 388954    |           |                  | monumento natural                                                   | 2005                        | 0.3304 33040                  | 37° 44′ 39″ N, 25° 41′ 04″ O                              | Gruta do Carvão                 |        | Carregar foto       |
| IBA da Ponta do Cintrão                                               | Q10299310 | 388958    | 388958    |                  | área protegida para a gestão de habitats ou espécies área protegida | 2008                        | 0.2462 24620 24.62            | 37° 50′ 00″ N, 25° 29′ 00″ O 37° 50′ 31″ N, 25° 29′ 29″ O |                                 |        | Carregar foto       |
| Lagoa do Congro                                                       | Q63378610 | 388965    | 388965    |                  | área protegida para a gestão de habitats ou espécies área protegida | 2008                        | 0.3815999 38159 38.15999      | 37° 45′ 22″ N, 25° 24′ 25″ O                              |                                 |        | Carregar foto       |
| Lagoa do Fogo                                                         | Q63378556 | 18941     | 18941     |                  | reserva natural área protegida                                      | 1974                        | 5.0682 506820 506.82          | 37° 45′ 56″ N, 25° 28′ 32″ O                              |                                 |        | Carregar foto       |
| Lagoa do Fogo - Ilha de S. Miguel                                     | Q63378512 | 555531148 | PTMIG0019 | PTMIG0019        | Sítio de importância comunitária área protegida da rede Natura 2000 | 1995                        | 12.6262 1262620               | 37° 46′ 00″ N, 25° 28′ 00″ O                              |                                 |        | Carregar foto       |
| Monumento Natural Regional do Pico das Camarinhas e Ponta da Ferraria | Q10332126 | 388955    |           |                  | monumento natural                                                   | 2005                        | 0.4027 40270                  | 37° 51′ 38″ N, 25° 51′ 00″ O                              |                                 |        | Carregar foto       |
| Monumento Natural da Caldeira Velha                                   | Q10332127 | 388953    |           |                  | monumento natural                                                   | 2004                        | 0.1315999 13159               | 37° 46′ 57″ N, 25° 30′ 03″ O                              | Caldeira Velha (Azores)         |        | Carregar foto       |
| Ponta da Bretanha                                                     | Q63378593 | 388962    | 388962    |                  | área protegida para a gestão de habitats ou espécies área protegida | 2008                        | 0.7745999 77459 77.45999      | 37° 53′ 44″ N, 25° 48′ 11″ O                              |                                 |        | Carregar foto       |
| Ponta da Ferraria-Ponta da Bretanha                                   | Q63378626 | 388971    | 388971    |                  | área protegida de gestão de recursos área protegida                 | 2008                        | 19.5528002 1955280 1955.28002 | 37° 53′ 39″ N, 25° 50′ 09″ O                              |                                 |        | Carregar foto       |
| Ponta do Arnel                                                        | Q63378545 | 388959    | 388959    |                  | área protegida para a gestão de habitats ou espécies área protegida | 2008                        | 0.2201 22010 22.01            | 37° 49′ 52″ N, 25° 08′ 29″ O                              |                                 |        | Carregar foto       |
| Ponta do Cintrão-Ponta da Maia                                        | Q63378625 | 388969    | 388969    |                  | área protegida de gestão de recursos área protegida                 | 2008                        | 23.1009008 2310090 2310.09008 | 37° 50′ 20″ N, 25° 26′ 15″ O                              |                                 |        | Carregar foto       |
| Ponta do Escalvado                                                    | Q63378603 | 388961    | 388961    |                  | área protegida para a gestão de habitats ou espécies área protegida | 2008                        | 0.6795999 67959 67.95999      | 37° 52′ 26″ N, 25° 50′ 19″ O                              |                                 |        | Carregar foto       |
| Reserva Florestal Natural Parcial do Pico da Vara                     | Q10359723 | 388952    | 388952    |                  | reserva natural área protegida                                      | 2008                        | 7.8617999 786179 786.17999    | 37° 48′ 03″ N, 25° 12′ 01″ O                              |                                 |        | Carregar foto       |
| Serra da Tronqueira / Planalto dos Graminhais                         | Q63378513 | 555578924 | PTMIG0024 | PTMIG0024        | Sítio de importância comunitária área protegida da rede Natura 2000 | 2012                        | 20.1063 2010630               | 37° 48′ 20″ N, 25° 13′ 20″ O                              |                                 |        | Carregar foto       |
| Serra de Água de Pau                                                  | Q63378605 | 388956    | 388956    |                  | área protegida para a gestão de habitats ou espécies área protegida | 1982                        | 16.6993994 1669939 1669.93994 | 37° 46′ 32″ N, 25° 27′ 06″ O                              |                                 |        | Carregar foto       |
| Tronqueira e Planalto dos Graminhais                                  | Q63378588 | 388957    | 388957    |                  | área protegida para a gestão de habitats ou espécies área protegida | 2008                        | 53.7339013 5373390 5373.39013 | 37° 47′ 55″ N, 25° 12′ 50″ O                              |                                 |        | Carregar foto       |
| Zona de Paisagem Protegida das Sete Cidades                           | Q10395269 | 13990     | 13990     |                  | paisagem protegida área protegida                                   | 1980                        | 21.7345996 2173459 2173.45996 | 37° 51′ 19″ N, 25° 46′ 56″ O                              |                                 |        | Carregar foto       |
| Zona de Protecção Especial do Pico da Vara e Ribeira do Guilherme     | Q10395273 | 555540903 | PTZPE0033 | PTZPE0033        | Zona de Protecção Especial área protegida da rede Natura 2000       |                             | 60.6728 6067280               | 37° 48′ N, 25° 15′ O                                      |                                 |        | Carregar foto       |

## Ilha do Corvo
| Nome                                                                 | Wikidata  | WDPA      | CDDA      | Rede Natura 2000 | Tipo                                                                | data de criação ou fundação | Área                       | Coordenadas                  | Categoria do Commons | Imagem | Carrega a tua foto! |
| -------------------------------------------------------------------- | --------- | --------- | --------- | ---------------- | ------------------------------------------------------------------- | --------------------------- | -------------------------- | ---------------------------- | -------------------- | ------ | ------------------- |
| Caldeirão do Corvo                                                   | Q63378369 | 109086    |           |                  | sítio Ramsar vulcão                                                 | 2008                        | 3.16                       | 39° 42′ N, 31° 06′ O         |                      |        | Carregar foto       |
| Costa e Caldeirão - Ilha do Corvo                                    | Q63378413 | 555540893 | PTZPE0020 | PTZPE0020        | Zona de Protecção Especial área protegida da rede Natura 2000       | 1988                        | 7.0154 975150 701540       | 39° 42′ N, 31° 06′ O         |                      |        | Carregar foto       |
| Costa e Caldeirão - Ilha do Corvo (Sítio de Importância Comunitária) | Q63378819 | 555531129 | PTCOR0001 | PTCOR0001        | Sítio de importância comunitária área protegida da rede Natura 2000 | 1995                        | 9.7515                     |                              |                      |        | Carregar foto       |
| Costa e Caldeirão do Corvo                                           | Q63378640 | 388901    | 388901    |                  | área protegida para a gestão de habitats ou espécies área protegida | 2006                        | 7.7742999 777429 777.42999 | 39° 42′ 27″ N, 31° 06′ 34″ O |                      |        | Carregar foto       |

## Ilha do Faial
| Nome                                                                     | Wikidata  | WDPA             | CDDA             | Rede Natura 2000 | Tipo                                                                                               | data de criação ou fundação | Área                                   | Coordenadas                                               | Categoria do Commons    | Imagem | Carrega a tua foto!           |
| ------------------------------------------------------------------------ | --------- | ---------------- | ---------------- | ---------------- | -------------------------------------------------------------------------------------------------- | --------------------------- | -------------------------------------- | --------------------------------------------------------- | ----------------------- | ------ | ----------------------------- |
| Cabeço do Fogo                                                           | Q63378573 | 388905           | 388905           |                  | área protegida para a gestão de habitats ou espécies área protegida                                | 2008                        | 0.2722999 27229 27.22999               | 38° 35′ 14″ N, 28° 45′ 57″ O                              |                         |        | Carregar foto                 |
| Caldeira do Faial                                                        | Q63378367 | 109085           |                  |                  | sítio Ramsar                                                                                       | 2008                        | 3.12                                   |                                                           |                         |        | Carregar foto                 |
| Caldeira do Faial (reserva natural)                                      | Q63378839 | 5793             | 5793             |                  | reserva natural área protegida                                                                     | 1972                        | 3.13 313000 313                        | 38° 35′ 09″ N, 28° 42′ 53″ O                              |                         |        | Carregar foto                 |
| Caldeira e Capelinhos - Ilha do Faial                                    | Q63378432 | 555542334        | PTZPE0023        | PTZPE0023        | Zona de Protecção Especial área protegida da rede Natura 2000                                      | 1988                        | 20.471 2086210 2047100                 | 38° 35′ 00″ N, 28° 45′ 00″ O                              |                         |        | Carregar foto                 |
| Caldeira e Capelinhos - Ilha do Faial (Sítio de Importância Comunitária) | Q63378831 | 555531130        | PTFAI0004        | PTFAI0004        | Sítio de importância comunitária área protegida da rede Natura 2000                                | 1995                        | 20.8621                                |                                                           |                         |        | Carregar foto                 |
| Caldeirinhas                                                             | Q63378582 | 388903           | 388903           |                  | reserva natural área protegida                                                                     | 1984                        | 0.1002999 10029 10.02999               | 38° 31′ 02″ N, 28° 37′ 36″ O                              |                         |        | Carregar foto                 |
| Capelinhos                                                               | Q63378578 | 388911           | 388911           |                  | área protegida de gestão de recursos área protegida                                                | 2008                        | 4.9951 499510 499.51                   | 38° 36′ 21″ N, 28° 49′ 03″ O                              |                         |        | Carregar foto                 |
| Capelinhos, Costa Noroeste e Varadouro                                   | Q63378637 | 388906           | 388906           |                  | área protegida para a gestão de habitats ou espécies área protegida                                | 2008                        | 4.0658999 406589 406.58999             | 38° 35′ 23″ N, 28° 49′ 18″ O                              |                         |        | Carregar foto                 |
| Castelo Branco                                                           | Q63378680 | 388910           | 388910           |                  | área protegida de gestão de recursos área protegida                                                | 2008                        | 1.3285 132850 132.85                   | 38° 31′ 17″ N, 28° 45′ 23″ O                              |                         |        | Carregar foto                 |
| Cedros                                                                   | Q63378677 | 388912           | 388912           |                  | área protegida de gestão de recursos área protegida                                                | 2008                        | 8.9065997 890659 890.65997             | 38° 38′ 47″ N, 28° 41′ 07″ O                              |                         |        | Carregar foto                 |
| Lomba Grande                                                             | Q63378558 | 388976           | 388976           |                  | área protegida para a gestão de habitats ou espécies área protegida                                | 2008                        | 2.7457998 274579 274.57998             | 38° 35′ 23″ N, 28° 38′ 06″ O                              |                         |        | Carregar foto                 |
| Monte da Guia                                                            | Q10332055 | 555531131        | PTFAI0005        | PTFAI0005        | montanha área protegida da rede Natura 2000 Sítio de importância comunitária                       | 1995                        | 3.8316                                 | 38° 31′ 15″ N, 28° 37′ 21″ O 38° 31′ 10″ N, 28° 37′ 25″ O | Monte da Guia (Horta)   |        | Carregar foto                 |
| Oceânica do Faial                                                        | Q63378599 | 555545795        | 555545795        |                  | área protegida para a gestão de habitats ou espécies área protegida                                | 2011                        | 2609.577 260957700 260957.7            | 41° 42′ 30″ N, 29° 30′ 29″ O                              |                         |        | Carregar foto                 |
| Paisagem Protegida do Monte da Guia                                      | Q10343657 | 13342            | 13342            |                  | paisagem protegida área protegida da rede Natura 2000 área protegida                               | 1980                        | 0.7355 73550 383160 73.55              | 38° 31′ 15″ N, 28° 37′ 21″ O 38° 31′ 14″ N, 28° 37′ 32″ O | Monte da Guia (Horta)   |        | Carregar foto                 |
| Varadouro-Castelo Branco                                                 | Q63378589 | 388907           | 388907           |                  | área protegida para a gestão de habitats ou espécies área protegida                                | 2008                        | 0.9884999 98849 98.84999               | 38° 33′ 00″ N, 28° 45′ 11″ O                              |                         |        | Carregar foto                 |
| Zona Central (Ilha do Faial)                                             | Q63378653 | 388908           | 388908           |                  | paisagem protegida área protegida                                                                  | 2008                        | 17.9926 1799260 1799.26                | 38° 35′ 14″ N, 28° 45′ 19″ O                              |                         |        | Carregar foto                 |
| Zona Especial de Conservação da Ponta do Varadouro (Faial)               | Q10395226 | 555531132        | PTFAI0006        | PTFAI0006        | Sítio de importância comunitária área protegida da rede Natura 2000                                | 1995                        | 0.1761 17610                           | 38° 34′ 00″ N, 28° 47′ 00″ O                              |                         |        | Carregar foto                 |
| Zona Especial de Conservação do Morro de Castelo Branco (Faial)          | Q9068215  | 388904 555531133 | 388904 PTFAI0007 | PTFAI0007        | Sítio de importância comunitária área protegida da rede Natura 2000 reserva natural área protegida | 1995 2008                   | 1.2642 126420 0.1568999 15689 15.68999 | 38° 31′ 21″ N, 28° 45′ 15″ O 38° 31′ 26″ N, 28° 45′ 05″ O | Morro de Castelo Branco |        | Carregar foto · Carregar foto |

## Ilha do Pico
| Nome                                                                   | Wikidata  | WDPA      | CDDA      | Rede Natura 2000 | Tipo                                                                | data de criação ou fundação | Área                          | Coordenadas                  | Categoria do Commons | Imagem | Carrega a tua foto! |
| ---------------------------------------------------------------------- | --------- | --------- | --------- | ---------------- | ------------------------------------------------------------------- | --------------------------- | ----------------------------- | ---------------------------- | -------------------- | ------ | ------------------- |
| Caveiro                                                                | Q17294149 | 388913    | 388913    |                  | reserva natural área protegida                                      | 2008                        | 2.6638 266380 266.38          | 38° 26′ 05″ N, 28° 12′ 59″ O |                      |        | Carregar foto       |
| Cultura da Vinha-Ponta da Ilha                                         | Q63378652 | 388925    | 388925    |                  | paisagem protegida área protegida                                   | 2004                        | 2.9686999 296869 296.86999    | 38° 25′ 05″ N, 28° 02′ 35″ O |                      |        | Carregar foto       |
| Cultura da Vinha-Ponta do Mistério                                     | Q63378660 | 388926    | 388926    |                  | paisagem protegida área protegida                                   | 2004                        | 0.8799295 87992 87.99295      | 38° 29′ 43″ N, 28° 14′ 41″ O |                      |        | Carregar foto       |
| Cultura da Vinha-São Mateus/São Caetano                                | Q63378661 | 388928    | 388928    |                  | paisagem protegida área protegida                                   | 2004                        | 1.5049 150490 150.49          | 38° 25′ 26″ N, 28° 26′ 18″ O |                      |        | Carregar foto       |
| Cultura da Vinha-Zona Oeste                                            | Q63378656 | 388929    | 388929    |                  | paisagem protegida área protegida                                   | 2004                        | 10.0903997 1009039 1009.03997 | 38° 28′ 25″ N, 28° 31′ 32″ O |                      |        | Carregar foto       |
| Furnas / Sto.António - Ilha do Pico                                    | Q63378389 | 555540896 | PTZPE0026 | PTZPE0026        | Zona de Protecção Especial área protegida da rede Natura 2000       | 1990                        | 0.1337 13370                  | 38° 32′ 00″ N, 28° 20′ 00″ O |                      |        | Carregar foto       |
| Gruta das Torres                                                       | Q5245984  | 388916    |           |                  | caverna monumento natural                                           | 2004                        | 0.637 63700                   | 38° 29′ 49″ N, 28° 30′ 25″ O | Gruta das Torres     |        | Carregar foto       |
| Ilhéus da Madalena - Ilha do Pico                                      | Q63378468 | 555531155 | PTPIC0012 | PTPIC0012        | Sítio de importância comunitária área protegida da rede Natura 2000 | 1995                        | 1.4321 143210                 | 38° 32′ 00″ N, 28° 32′ 50″ O |                      |        | Carregar foto       |
| Lagoa do Caiado                                                        | Q63378635 | 388917    | 388917    |                  | área protegida para a gestão de habitats ou espécies área protegida | 2008                        | 1.3596 135960 135.96          | 38° 27′ 10″ N, 28° 15′ 00″ O |                      |        | Carregar foto       |
| Lajes do Pico - Ilha do Pico                                           | Q63378396 | 555540894 | PTZPE0024 | PTZPE0024        | Zona de Protecção Especial área protegida da rede Natura 2000       | 1990 2008                   | 0.6453 75819 142710 64530     | 38° 23′ 20″ N, 28° 15′ 02″ O |                      |        | Carregar foto       |
| Lajes do Pico - Ilha do Pico (Sítio de Importância Comunitária)        | Q63378837 | 555531154 | PTPIC0011 | PTPIC0011        | Sítio de importância comunitária área protegida da rede Natura 2000 | 1995                        | 1.4271                        |                              |                      |        | Carregar foto       |
| Mistério da Prainha                                                    | Q63378539 | 388914    | 388914    |                  | reserva natural área protegida                                      | 2008                        | 7.1615002 716150 716.15002    | 38° 28′ 20″ N, 28° 16′ 16″ O |                      |        | Carregar foto       |
| Mistério de S. João                                                    | Q63378524 | 388921    | 388921    |                  | área protegida para a gestão de habitats ou espécies área protegida | 2008                        | 0.3834999 38349 38.34999      | 38° 24′ 57″ N, 28° 22′ 31″ O |                      |        | Carregar foto       |
| Montanha do Pico; Prainha e Caveiro - Ilha do Pico                     | Q63378516 | 555531152 | PTPIC0009 | PTPIC0009        | Sítio de importância comunitária área protegida da rede Natura 2000 | 1995                        | 84.6265 8462650               | 38° 28′ 30″ N, 28° 17′ 30″ O |                      |        | Carregar foto       |
| Planalto Central do Pico                                               | Q63378347 | 109094    |           |                  | sítio Ramsar                                                        | 2008                        | 7.48                          |                              |                      |        | Carregar foto       |
| Ponta da Ilha - Ilha do Pico                                           | Q63378433 | 555540895 | PTZPE0025 | PTZPE0025        | Zona de Protecção Especial área protegida da rede Natura 2000       | 1990                        | 2.938 398290 293800           | 38° 25′ 00″ N, 28° 02′ 00″ O |                      |        | Carregar foto       |
| Ponta da Ilha - Ilha do Pico (Sítio de Importância Comunitária)        | Q63378824 | 555531153 | PTPIC0010 | PTPIC0010        | Sítio de importância comunitária área protegida da rede Natura 2000 | 1995                        | 3.9829                        |                              |                      |        | Carregar foto       |
| Porto das Lajes                                                        | Q63378663 | 388931    | 388931    |                  | área protegida de gestão de recursos área protegida                 | 2008                        | 1.5314999 153149 153.14999    | 38° 23′ 24″ N, 28° 15′ 27″ O |                      |        | Carregar foto       |
| Ribeiras                                                               | Q63378595 | 388923    | 388923    |                  | área protegida para a gestão de habitats ou espécies área protegida | 2008                        | 0.8923999 89239 89.23999      | 38° 24′ 25″ N, 28° 08′ 09″ O |                      |        | Carregar foto       |
| Silveira                                                               | Q63378560 | 388920    | 388920    |                  | área protegida para a gestão de habitats ou espécies área protegida | 2008                        | 0.1289999 12899 12.89999      | 38° 24′ 45″ N, 28° 16′ 42″ O |                      |        | Carregar foto       |
| Terra Alta                                                             | Q63378608 | 388922    | 388922    |                  | área protegida para a gestão de habitats ou espécies área protegida | 2008                        | 1.1184999 111849 111.84999    | 38° 26′ 52″ N, 28° 06′ 45″ O |                      |        | Carregar foto       |
| Zona Central (Ilha do Pico)                                            | Q63378647 | 388930    | 388930    |                  | paisagem protegida área protegida                                   | 2008                        | 95.1792968 9517929 9517.92968 | 38° 28′ 08″ N, 28° 18′ 31″ O |                      |        | Carregar foto       |
| Zona Central do Pico - Ilha do Pico                                    | Q63378397 | 555540897 | PTZPE0027 | PTZPE0027        | Zona de Protecção Especial área protegida da rede Natura 2000       | 1990                        | 60.192 6019200                | 38° 25′ 00″ N, 28° 02′ 00″ O |                      |        | Carregar foto       |
| Zona da Cultura da Vinha da Ilha do Pico (Zona Norte)                  | Q10395264 | 388927    | 388927    |                  | paisagem protegida área protegida                                   | 2004                        | 17.4731005 1747310 1747.31005 | 38° 33′ 02″ N, 28° 26′ 59″ O |                      |        | Carregar foto       |
| Zona de Protecção Especial da Costa das Lajes do Pico                  | Q10395275 | 388918    | 388918    |                  | área protegida para a gestão de habitats ou espécies área protegida | 2008                        | 0.7581999 75.81999            |                              |                      |        | Carregar foto       |
| Zona de Protecção Especial para a Avifauna das Furnas de Santo António | Q10395274 | 388919    |           |                  | área protegida para a gestão de habitats ou espécies                |                             | 0.2206999                     |                              |                      |        | Carregar foto       |
| Zona do Morro                                                          | Q63378609 | 388924    | 388924    |                  | área protegida para a gestão de habitats ou espécies área protegida | 2008                        | 0.3706999 37069 37.06999      | 38° 27′ 40″ N, 28° 11′ 05″ O |                      |        | Carregar foto       |

## Ilhéu Maria Vaz
| Nome               | Wikidata  | WDPA      | CDDA      | Rede Natura 2000 | Tipo                           | data de criação ou fundação | Área             | Coordenadas                  | Categoria do Commons | Imagem | Carrega a tua foto! |
| ------------------ | --------- | --------- | --------- | ---------------- | ------------------------------ | --------------------------- | ---------------- | ---------------------------- | -------------------- | ------ | ------------------- |
| Ilhéu de Maria Vaz | Q63378569 | 555545769 | 555545769 |                  | reserva natural área protegida | 2011                        | 0.0979 9790 9.79 | 39° 30′ 26″ N, 31° 14′ 36″ O |                      |        | Carregar foto       |

## Ilhéu da Praia
| Nome                           | Wikidata  | WDPA      | CDDA      | Rede Natura 2000 | Tipo                                                          | data de criação ou fundação | Área                 | Coordenadas                  | Categoria do Commons | Imagem | Carrega a tua foto! |
| ------------------------------ | --------- | --------- | --------- | ---------------- | ------------------------------------------------------------- | --------------------------- | -------------------- | ---------------------------- | -------------------- | ------ | ------------------- |
| Ilhéu da Praia                 | Q63378541 | 388945    | 388945    |                  | reserva natural área protegida                                | 2008                        | 2.1855 218550 218.55 | 39° 03′ 23″ N, 27° 57′ 20″ O |                      |        | Carregar foto       |
| Ilhéu da Praia - Ilha Graciosa | Q63378415 | 555540900 | PTZPE0030 | PTZPE0030        | Zona de Protecção Especial área protegida da rede Natura 2000 | 1990                        | 0.1002 10020         | 39° 03′ N, 27° 57′ O         |                      |        | Carregar foto       |

## Ilhéu da Vila
| Nome                                                 | Wikidata  | WDPA      | CDDA      | Rede Natura 2000 | Tipo                                                          | data de criação ou fundação | Área               | Coordenadas                  | Categoria do Commons | Imagem | Carrega a tua foto! |
| ---------------------------------------------------- | --------- | --------- | --------- | ---------------- | ------------------------------------------------------------- | --------------------------- | ------------------ | ---------------------------- | -------------------- | ------ | ------------------- |
| Ilhéu da Vila                                        | Q63378533 | 388934    | 388934    |                  | reserva natural área protegida                                | 2008                        | 0.2992 29920 29.92 | 36° 56′ 32″ N, 25° 10′ 19″ O |                      |        | Carregar foto       |
| Ilhéu da Vila e Costa Adjacente - Ilha de Stª. Maria | Q63378384 | 555540904 | PTZPE0034 | PTZPE0034        | Zona de Protecção Especial área protegida da rede Natura 2000 | 1990                        | 0.5708 57080       | 37° 57′ 00″ N, 25° 10′ 00″ O |                      |        | Carregar foto       |

## Ilhéu de Baixo
| Nome                                    | Wikidata  | WDPA      | CDDA      | Rede Natura 2000 | Tipo                                                                | data de criação ou fundação | Área                       | Coordenadas                  | Categoria do Commons | Imagem | Carrega a tua foto! |
| --------------------------------------- | --------- | --------- | --------- | ---------------- | ------------------------------------------------------------------- | --------------------------- | -------------------------- | ---------------------------- | -------------------- | ------ | ------------------- |
| Ilhéu de Baixo                          | Q63378534 | 388944    | 388944    |                  | reserva natural área protegida                                      | 2008                        | 1.3905999 139059 139.05999 | 39° 00′ 31″ N, 27° 56′ 23″ O |                      |        | Carregar foto       |
| Ilhéu de Baixo - Ilha Graciosa          | Q63378398 | 555540899 | PTZPE0029 | PTZPE0029        | Zona de Protecção Especial área protegida da rede Natura 2000       | 1990                        | 0.3209 32090               | 39° 00′ N, 27° 57′ O         |                      |        | Carregar foto       |
| Ilhéu de Baixo - Restinga Ilha Graciosa | Q63378493 | 555531136 | PTGRA0015 | PTGRA0015        | Sítio de importância comunitária área protegida da rede Natura 2000 | 1995                        | 2.4367 243670              | 39° 00′ 50″ N, 27° 57′ 00″ O |                      |        | Carregar foto       |

## Ilhéu de Vila Franca
| Nome                          | Wikidata  | WDPA  | CDDA  | Rede Natura 2000 | Tipo                                                                | data de criação ou fundação | Área             | Coordenadas                  | Categoria do Commons | Imagem | Carrega a tua foto! |
| ----------------------------- | --------- | ----- | ----- | ---------------- | ------------------------------------------------------------------- | --------------------------- | ---------------- | ---------------------------- | -------------------- | ------ | ------------------- |
| Ilhéu de Vila Franca do Campo | Q63378600 | 13333 | 13333 |                  | área protegida para a gestão de habitats ou espécies área protegida | 1983                        | 0.0803 8030 8.03 | 37° 42′ 21″ N, 25° 26′ 37″ O |                      |        | Carregar foto       |

## Ilhéu do Topo
| Nome                                               | Wikidata  | WDPA      | CDDA      | Rede Natura 2000 | Tipo                                                                | data de criação ou fundação | Área               | Coordenadas                  | Categoria do Commons | Imagem | Carrega a tua foto! |
| -------------------------------------------------- | --------- | --------- | --------- | ---------------- | ------------------------------------------------------------------- | --------------------------- | ------------------ | ---------------------------- | -------------------- | ------ | ------------------- |
| Ilhéu do Topo                                      | Q63378570 | 555545788 | 555545788 |                  | área protegida para a gestão de habitats ou espécies área protegida | 1984                        | 0.1214 12140 12.14 | 38° 33′ 03″ N, 27° 44′ 47″ O |                      |        | Carregar foto       |
| Ilhéu do topo e Costa Adjacente - Ilha de S. Jorge | Q63378414 | 555540898 | PTZPE0028 | PTZPE0028        | Zona de Protecção Especial área protegida da rede Natura 2000       | 1990                        | 3.6975 369750      | 38° 34′ 00″ N, 27° 48′ 00″ O |                      |        | Carregar foto       |

## Ilhéus da Madalena
| Nome                          | Wikidata  | WDPA      | CDDA      | Rede Natura 2000 | Tipo                                                                | data de criação ou fundação | Área         | Coordenadas                  | Categoria do Commons | Imagem | Carrega a tua foto! |
| ----------------------------- | --------- | --------- | --------- | ---------------- | ------------------------------------------------------------------- | --------------------------- | ------------ | ---------------------------- | -------------------- | ------ | ------------------- |
| Baixa do Sul (Canal do Faial) | Q63378490 | 555531151 | PTPIC0008 | PTPIC0008        | Sítio de importância comunitária área protegida da rede Natura 2000 | 1997                        | 0.5006 50060 | 38° 30′ 55″ N, 28° 35′ 24″ O |                      |        | Carregar foto       |

## Ilhéus das Cabras
| Nome              | Wikidata  | WDPA      | CDDA      | Rede Natura 2000 | Tipo                                                | data de criação ou fundação | Área                 | Coordenadas                  | Categoria do Commons | Imagem | Carrega a tua foto! |
| ----------------- | --------- | --------- | --------- | ---------------- | --------------------------------------------------- | --------------------------- | -------------------- | ---------------------------- | -------------------- | ------ | ------------------- |
| Ilhéus das Cabras | Q63378616 | 555545811 | 555545811 |                  | área protegida de gestão de recursos área protegida | 2011                        | 1.1176 111760 111.76 | 38° 37′ 54″ N, 27° 08′ 36″ O | Ilhéus das Cabras    |        | Carregar foto       |

## Ilhéus das Formigas
| Nome                                                                  | Wikidata  | WDPA      | CDDA      | Rede Natura 2000 | Tipo                                                                | data de criação ou fundação | Área                             | Coordenadas                  | Categoria do Commons | Imagem | Carrega a tua foto! |
| --------------------------------------------------------------------- | --------- | --------- | --------- | ---------------- | ------------------------------------------------------------------- | --------------------------- | -------------------------------- | ---------------------------- | -------------------- | ------ | ------------------- |
| Ilhéu das Formigas e Recife Dollabarat (Canal S. Miguel - Sta. Maria) | Q63378519 | 555531159 | PTSMA0023 | PTSMA0023        | Sítio de importância comunitária área protegida da rede Natura 2000 | 1997                        | 35.9352 3593520                  | 37° 15′ N, 25° 45′ O         |                      |        | Carregar foto       |
| Ilhéus das Formigas                                                   | Q63378349 | 555557000 |           |                  | Marine Protected Area (OSPAR)                                       | 2006                        | 525                              |                              |                      |        | Carregar foto       |
| Ilhéus das Formigas                                                   | Q63378563 | 18943     | 18943     |                  | reserva natural área protegida                                      | 1988                        | 523.9260937 52392609 52392.60937 | 37° 15′ 00″ N, 24° 45′ 00″ O |                      |        | Carregar foto       |
| Ilhéus das Formigas e Recife Dollabarat                               | Q63378689 | 109090    |           |                  | sítio Ramsar                                                        | 2008                        | 0.07                             |                              |                      |        | Carregar foto       |

## Santa Maria
| Nome                                                           | Wikidata  | WDPA      | CDDA      | Rede Natura 2000 | Tipo                                                                | data de criação ou fundação | Área                        | Coordenadas                                               | Categoria do Commons | Imagem | Carrega a tua foto! |
| -------------------------------------------------------------- | --------- | --------- | --------- | ---------------- | ------------------------------------------------------------------- | --------------------------- | --------------------------- | --------------------------------------------------------- | -------------------- | ------ | ------------------- |
| Baía de S. Lourenço                                            | Q63378657 | 388941    |           |                  | paisagem protegida                                                  | 1987                        | 0.5974 59740 177960         | 36° 59′ 23″ N, 25° 03′ 26″ O                              |                      |        | Carregar foto       |
| Baía de S. Lourenço (Área Protegida para Gestão de Recursos)   | Q63378844 | 555545801 | 555545801 |                  | área protegida de gestão de recursos área protegida                 | 1987                        | 1.7796 177.96               | 36° 59′ 12″ N, 25° 02′ 42″ O                              |                      |        | Carregar foto       |
| Baía do Cura                                                   | Q63378561 | 388936    | 388936    |                  | área protegida para a gestão de habitats ou espécies área protegida | 2008                        | 1.8607 186070 186.07        | 36° 57′ 47″ N, 25° 01′ 36″ O                              |                      |        | Carregar foto       |
| Costa Norte (Ilha de Santa Maria)                              | Q63378627 | 388947    | 388947    |                  | área protegida de gestão de recursos área protegida                 | 1987                        | 24.58 2458000 2458          | 37° 01′ 05″ N, 25° 06′ 59″ O                              |                      |        | Carregar foto       |
| Costa Sudoeste (Ilha de Santa Maria)                           | Q63378587 | 388940    | 388940    |                  | área protegida para a gestão de habitats ou espécies área protegida | 2008                        | 0.4745999 47459 47.45999    | 36° 57′ 03″ N, 25° 10′ 13″ O                              |                      |        | Carregar foto       |
| Costa Sul (Ilha de Santa Maria)                                | Q63378629 | 388977    | 388977    |                  | área protegida de gestão de recursos área protegida                 | 1987                        | 21.601499 2160149 2160.1499 | 36° 55′ 35″ N, 25° 05′ 16″ O                              |                      |        | Carregar foto       |
| Monumento Natural da Pedreira do Campo, do Figueiral e Prainha | Q7309113  | 388935    | 388935    |                  | área protegida monumento natural                                    | 2004                        | 2.3019 230190 230.19        | 36° 56′ 57″ N, 25° 08′ 19″ O 36° 56′ 54″ N, 25° 07′ 44″ O |                      |        | Carregar foto       |
| Pico Alto                                                      | Q63378634 | 388937    | 388937    |                  | área protegida para a gestão de habitats ou espécies área protegida | 2008                        | 1.2131999 121319 121.31999  | 36° 58′ 48″ N, 25° 05′ 27″ O                              |                      |        | Carregar foto       |
| Ponta do Castelo                                               | Q63378632 | 388949    | 388949    |                  | área protegida para a gestão de habitats ou espécies área protegida | 2008                        | 1.3652999 136529 136.52999  | 36° 55′ 54″ N, 25° 02′ 35″ O                              |                      |        | Carregar foto       |
| Ponta do Castelo - Ilha de Sta. Maria                          | Q63378495 | 555531158 | PTSMA0022 | PTSMA0022        | Sítio de importância comunitária área protegida da rede Natura 2000 | 1997                        | 3.166 316600                | 36° 55′ 45″ N, 25° 00′ 55″ O                              |                      |        | Carregar foto       |
| Área da Paisagem Protegida da Baía da Maia                     | Q16493402 | 388942    | 388942    |                  | paisagem protegida área protegida                                   | 2008                        | 0.5549 55490 55.49          | 36° 56′ 24″ N, 25° 01′ 03″ O                              |                      |        | Carregar foto       |
| Área da Paisagem Protegida do Barreiro da Faneca e Costa Norte | Q28226032 | 388939    | 388939    |                  | paisagem protegida área protegida                                   | 2005                        | 8.3540002 835400 835.40002  | 36° 59′ 54″ N, 25° 06′ 50″ O                              |                      |        | Carregar foto       |